# Dendrobium obcordatum
Dendrobium obcordatum är en orkidéart som beskrevs av Johannes Jacobus Smith. Dendrobium obcordatum ingår i släktet Dendrobium, och familjen orkidéer. Inga underarter finns listade i Catalogue of Life.